# Slag bij Rocroi
De Slag bij Rocroi was een beslissend treffen op 18 en 19 mei 1643 tussen de troepen van landvoogd Francisco de Melo van de Zuidelijke Nederlanden en de Fransen, onder leiding van Lodewijk II van Bourbon-Condé, de jonge hertog van Enghien.
Toen dit Spaans-Nederlandse leger in 1643 het noorden van Frankrijk probeerde binnen te vallen, om zo het zuidelijke front van de Dertigjarige Oorlog te verlichten, kwam het tot een treffen in de buurt van de stad Rocroi.

## Vooraf
Het leger van De Melo bestond uit 25.000 soldaten en werd, gezien de reputatie van de Spaanse infanterieregimenten, onverslaanbaar geacht. Zijn cavalerie, en vooral de Nederlanders onder hen, waren goed getraind en beschikten over zeer goede paarden. Ook de discipline in het Spaanse leger was beter dan die in het Franse. 
Op 12 mei kreeg De Melo, die zich bij de stad Rocroi bevond, versterking van zijn cavalerist met grote kwaliteiten, de Vlaamse graaf van Isembourg. De belegeraars hielden nu het stadje, dat slechts door een klein regiment verdedigd werd, stevig omsingeld en dit dwong Enghien tot handelen.
Hij hield op 17 mei krijgsraad met de vraag of het beter was de verdediging op de stad terug te trekken dan wel slag te leveren. Binnen zijn staf was er onenigheid tussen Enghiens adviseur, François de L'Hospital en Jean de Gassion. Deze laatste had op eigen initiatief een 3-daagse verkenningstocht ondernomen en was erin geslaagd versterkingen de stad binnen te smokkelen. Hij zag maar één mogelijkheid: vechten. l'Hospital wou Rocroi ontzetten maar zodanig dat een grote slag vermeden werd. Om de Spanjaarden en de Vlamingen aan te vallen moesten de Fransen zich immers op levensgevaarlijk terrein begeven: 
Een 6 kilometer breed plateau, omgeven door bossen, waar slechts één smalle, al dan niet verharde, weg doorheen liep. Enghien verklaarde dat het om de eer van Frankrijk ging en dat de stad van mindere betekenis was en hiermee was de discussie beëindigd.

## De slag bij Rocroi

### 18 mei

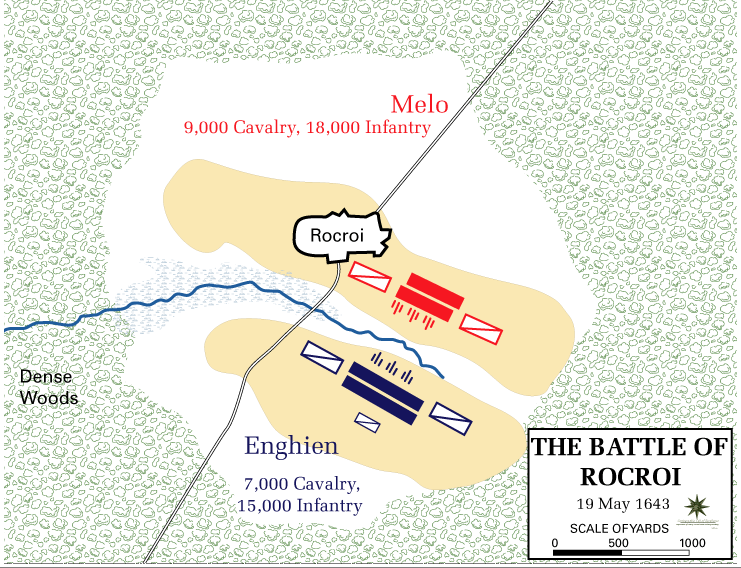
De posities aan het begin van de slag

Het hoofd van de Franse colonne onder Gassion bereikte de rand van het plateau om 8 uur in de ochtend. Op de toegangswegen was er geen bewaking en de voorposten, die in de bossen werden aangetroffen, werden na een kort en hevig gevecht uiteengedreven. Enghien kreeg het teken dat hij mocht volgen met 2.000 man cavalerie en ging op pad. 
Beide legers gebruikten de conventionele driedeling: rechts, centrum, links. Het Spaans-Nederlandse leger stelde zich echter op langs een smaller front en met musketiers om de gaten tussen de verschillende cavalerie-eenheden te vullen. Zo zag het eruit als één massief blok. Het centrum bestond uit Spanjaarden onder leiding van Fontaine, een veteraan uit Franche-Comté. 
Omdat de vijandelijke artillerie als eerste het vuur opende en zwaarder was dan de zijne, besloot Enghien om de vijandelijke linkervleugel heen te trekken. Vooraleer hij deze manoeuvre uit kon voeren ontdekte hij tot zijn woede dat L'Hospital, die nog steeds een slag probeerde te vermijden, de afdelingen van La Ferté naar voren gestuurd had om schermutselingen uit te lokken. Isembourg had op zo'n kans gewacht en voordat Enghien de opmars kon stoppen stormde de Vlaamse cavalerie naar voren. Enghien moest enige tijd aanzien hoe vluchtende tirailleurs zijn voorste linie ontregelden. Toen hield Isembourg halt daar hij van De Melo het bevel gekregen had de slag uit te stellen. Als hij zijn aanval had voortgezet had hij mogelijk de basis voor een Spaanse overwinning gelegd.
Veel later die avond ging Enghien liggen waar hij stond en viel onmiddellijk in slaap. Hij werd gewekt om een Fransman te woord te staan die gedeserteerd was uit het Spaanse leger. De inlichtingen die ze kregen waren waardevol: De Melo verwachtte aanzienlijke versterkingen waaronder het Zesde Spaanse Tercio onder de Luxemburger Beck.

### 19 mei

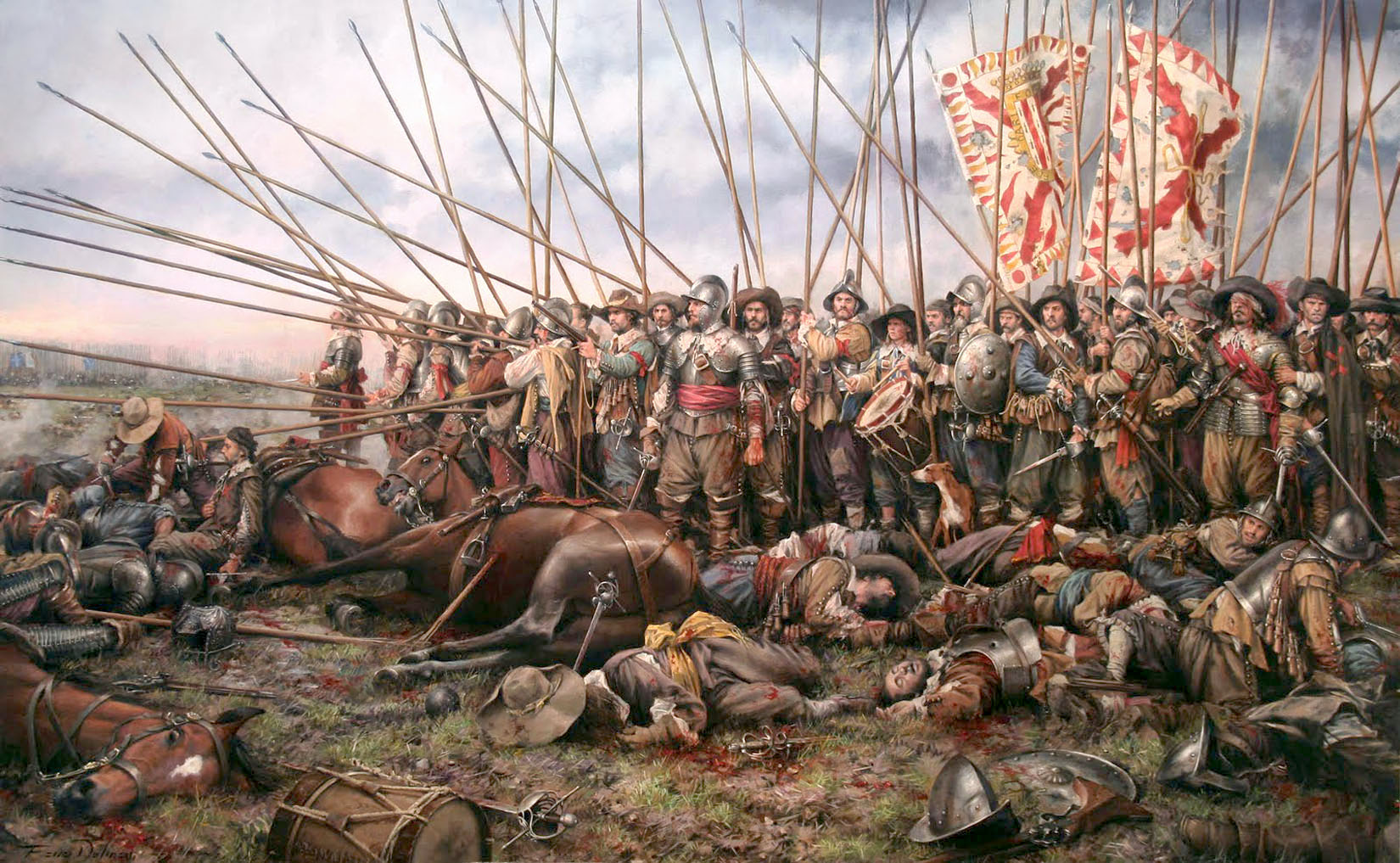
Rocroi, de laatste tercio (Augusto Ferrer-Dalmau, 2011)

Meer dan 3 uur slaap nam Enghien niet. Hij stak zich in een kuras en zette een hoed op met grote, witte pluimen. Op deze manier was hij, net als Hendrik IV tijdens de slag bij Ivry in 1590, duidelijk herkenbaar.
Om 3 uur begon de Franse opmars en spoedig was het licht genoeg om de gelederen op te stellen en de omgeving te verkennen. Gassion ging voorop met 7 eskadrons, Enghien kwam met 8 eskadrons op de linkervleugel achter hem aan. De Spaanse hinderlaag in de bossen was door de Franse verkenners opgemerkt en werd door de Fransen overrompeld. Alle Spanjaarden werden verslagen of gevangengenomen. Ook een Spaanse tegenaanval werd door de Fransen afgeslagen. Enghien bekeek nu hoe hij dit succes eventueel kon uitbuiten. Hij reed naar hoger gelegen terrein maar kon aanvankelijk weinig zien door de dikke rookpluimen van de artillerie en de musketiers. Bij een zeldzame opklaring zag hij La Ferté dezelfde fout maken als daags voordien. Deze keer kwamen ze er niet zo goed vanaf: Isembourg was niet naar zijn oorspronkelijke positie teruggekeerd maar had de nacht doorgebracht achter de verschansingen. Hij stortte zich met verpletterende kracht op de Franse cavalerie en dreef haar in verwarring terug. Isembourg manoeuvreerde naar links waar ze cavalerie en musketiers onder de voet liepen en enkele kanonnen buitmaakten. Het Franse centrum werd nu door zo'n 30 vuurmonden bestookt.
Enghien ging meteen tot de actie over en trok met zijn cavalerie op topsnelheid achter het vijandelijke centrum langs en stortte zich op de Spaanse rechtervleugel. Deze werd in alle richtingen uiteen gedreven. Nu moest Enghien de vijf Spaanse tercio's verslaan voordat Beck zou arriveren met de versterkingen. Hij zocht de minst vermoeide bataljons uit maar de cavalerie zou het grootste werk opknappen. Enghiens eerste aanval liep volledig stuk, evenals zijn 2e waarbij hij zware verliezen moest incasseren. Zijn derde aanval begon met een aangename verrassing; geen enkel Spaans kanon opende het vuur daar al hun munitie opgeschoten was. In de vijandelijke linie waren, door voorbereidende beschietingen, gaten ontstaan. Toen de cavalerie hierin sprong, werden deze groter en hoewel ze hardnekkig verder streden, was de positie van de Spanjaarden onhoudbaar geworden. De strijd werd helemaal beslecht toen de infanterie ook ter plaatse kwam.
Toen de Spanjaarden riepen dat ze zich wilden overgeven, staakten ook de Fransen de strijd en Enghien reed weg. Plots hoorde hij opnieuw rumoer en zag dat het gevecht weer was opgelaaid. Uit een beroering onder de Spanjaarden hadden de Fransen opgemaakt dat de Spanjaarden verder wilden vechten. Op gevaar voor eigen leven maakte Enghien een einde aan deze verschrikking.

## Gevolgen
De overwinning was een beslissende doorbraak in het Spaans-Franse conflict. Historisch is de veldslag belangrijk omdat hij het tijdperk van de Spaans-Habsburgse overmacht op het Europese continent beëindigde. In alle oorlogen van Frankrijk tegen Spanje (in de 17e eeuw) werd Spanje verslagen.

## Fictie
De slag bij Rocroi komt terug in de Spaanse film Alatriste.

## Museum
In het museum Musée de la bataille de Rocroy et de la Guerre de 30 ans in Rocroi wordt het verhaal van de slag uit de doeken gedaan, met maquettes en historische voorwerpen. 